# Partido Comunista Maoísta
El Partido Comunista Maoísta (en turco Maoist Komünist Partisi o MKP) es una organización maoísta de Turquía. Es una de las organizaciones maoístas más significativa de Turquía y defiende el legado de İbrahim Kaypakkaya. Mantiene dos brazos armados: las Fuerzas Populares Partisanas (en turco Partizan Halk Güçleri o PHG) y el Ejército Popular de Liberación (en turco Halk Kurtuluş Ordusu o HKO). El MKP es parte del Movimiento Revolucionario Internacionalista y participa en la Conferencia de Partidos Comunistas y Obreros de los Balcanes.

## Historia
El MKP surgió en 1987 como TKP/ML - Comité Regional de Anatolia del Este (en turco Doğu Anadolu Bölge Komitesi o DABK) y se separó del TKP/ML. En 1993 se reunificó con el TKP/ML, pero no hubo éxito y se separó nuevamente en 1994 para convertirse en el Partido Comunista de Turquía (marxista-leninista) [abreviado como TKP (ML) - no debe confundirse con el TKP/ML]. Después de una creciente división ideológica entre el TKP/ML y el Movimiento Revolucionario Internacionalista, el Comité deL MRI eventualmente expulsa al TKP/ML. En 2003 el TKP (ML) se transforma en el Partido Comunista Maoísta (MKP). El MKP se convirtió en miembro de MRI y con los años ganó influencia convirtiéndose en la organización maoísta más importante de Turquía.[cita requerida] El MKP está decidido a llevar a cabo una "Guerra Popular Socialista" en Turquía con su brazo armado el Ejército Popular de Liberación. En 2013, el tercer congreso del Partido estableció a las Fuerzas Populares Partisanas como su segundo brazo armado.

## Organización
El partido tiene dos brazos armados: en las zonas rurales, el Ejército Popular de Liberación (Halk Kurtuluş Ordusu en turco, abreviado como HKO) y en las ciudades las Fuerzas Populares Partisanas (Partizan Halk Güçleri en turco, abreviado como PHG).
La Unión Juvenil Maoísta (en turco: Maoist Gençlik Birliği) es la organización juvenil del MKP.
La Unión de Mujeres Maoístas (en turco: Maoist Kadınlar Birliği) es la organización de mujeres del MKP.
El partido tiene dos publicaciones periódicas tituladas Devrimci Demokrasi (Democracia Revolucionaria) y Sınıf Teorisi (Teoría de Clase).
La Federación de Derechos Democráticos (en turco: Demokratik Haklar Federasyonu abreviado como DHF) es una organización de masas independiente relacionada con el MKP.

## Actividad
En marzo de 2009, Tamer Bilici, un médico que estuvo en servicio durante una huelga de hambre en el año 2000 en la prisión tipo F de Kandıra, fue castigado por el MKP-HKO por ser considerado un enemigo público debido a que se le acusaba de muertes y discapacidades permanentes en los reclusos.
En septiembre de 2009, el MKP-HKO asumió la responsabilidad por la muerte de un coronel retirado, Aytekin İçmez.
En junio de 2015, el MKP-PHG mata al excoronel Fehmi Altinbilek.